# Der Fall Deruga
Der Fall Deruga ist ein Kriminalroman der deutschen Schriftstellerin Ricarda Huch (1864–1947) von 1917.

## Inhalt
Er handelt von dem in Prag lebenden italienischen Arzt Sigismondo Enea Deruga, der sich in München für den Mord an seiner geschiedenen Frau Mingo Swieters verantworten muss. Vor Gericht stellt sich heraus, dass diese todkrank war und es sich um eine Tötung auf Verlangen handelte.

## Entstehung und Rezeption
Ricarda Huch schrieb einer Freundin, sie habe diese „Schundgeschichte“ nur geschrieben, um sich ein Honorar in Höhe von 20.000 Mark zu verdienen. Heute wird das Buch als Gesellschaftsroman gesehen, in dem „Stände, Gesinnungen, Vorurteile und zeittypische Marotten in den Zeugenstand gerufen werden“ und dadurch ein Bild des gesellschaftlichen Klimas der damaligen Zeit entsteht.
Marcel Reich-Ranicki schrieb, dass "Der Fall Deruga" zu den literarisch beachtlichen Büchern gehörte, die ihn in seiner Jugend beeindruckt hätten.

## Verfilmungen
1938 veröffentlichte die UFA eine Verfilmung des Romans unter der Regie von Fritz Peter Buch. Dr. Deruga wurde von Willy Birgel gespielt, Georg Alexander und Dagny Servaes spielten den Baron und die Baronin Truschkowitz. Geraldine Katt verkörperte die Baroness Mingo Truschkowitz, und Käthe Haack übernahm die Rolle von Mingo Swieters Vertrauter Fräulein Schwertfeger.
Franz Peter Wirth verfilmte den Roman unter dem Titel … und nichts als die Wahrheit im Jahr 1958 mit O. W. Fischer und Marianne Koch.

## Ausgaben und Übersetzungen
- 1917 Ullstein Verlag
- 1938 Atlantis Verlag
- 1941 L'affaire Deruga, französische Übersetzung, Hachette
- 1943 De zaak Deruga, niederländische Übersetzung, Roskam
- 1967 Kiepenheuer & Witsch (Gesammelte Werke, herausgegeben von Wilhelm Emrich, Band 4)
- 1971 Das Neue Berlin
- 1980 Insel Verlag
- 2005 Hörspielfassung, bearbeitet von Helmut Peschina, Deutschlandradio